# Rockwell (piosenkarz)
Rockwell, właśc. Kennedy William Gordy (ur. 15 marca 1964 w Detroit) – amerykański piosenkarz, wykonawca muzyki R&B, związany z wytwórnią Motown, syn jej założyciela Berry'ego Gordy'ego.
Rockwell swoją karierę rozpoczął w 1983 singlem „Somebody's Watching Me”. W jego nagraniu uczestniczyli koledzy piosenkarza z dzieciństwa: Michael Jackson i Jermaine Jackson (będący jego szwagrem). Utwór ten doszedł na szczyt list przebojów w USA oraz Wielkiej Brytanii i okazał się głównym przebojem artysty. Do 1991 Rockwell wydał łącznie trzy płyty i kilkanaście singli, które nie powtórzyły jednak debiutanckiego sukcesu.

## Dyskografia
- 1984 – Somebody's Watching Me
- 1985 – Captured
- 1986 – The Genie